# Joseph Pujol

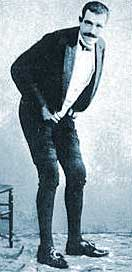
Joseph Pujol in een karakteristieke pose, rond 1890

Joseph Pujol (Marseille, 1 juni 1857 – Toulon, 8 augustus 1945) was een onder de artiestennaam Le Pétomane werkende petomaan. De naam is afgeleid van het Franse werkwoord péter (scheten laten).

## Biografie
Joseph Pujol was een van de vijf kinderen van de metselaar en beeldhouwer François Pujol, en werd geboren in de Rue des Incurables ("ongeneeslijkenstraat") in Marseille. Na een lagere schoolopleiding begon hij eerst een carrière als bakker in het Quartier Saint Charles in een door zijn vader gebouwd huis. Hij huwde in 1883 met de metselaarsdochter Elisabeth Olivier, met wie hij tien kinderen kreeg. Zij overleed in 1930.
Zijn bekendheid dankt hij aan zijn optredens in de Moulin Rouge, waar hij speelde in de achtertuin gelegen "Olifantenbühne"; een klein podium dat zijn naam te danken had aan een olifantvormige decoratie. Zijn hoogtijdagen waren in de jaren tussen 1890 en 1894, toen hij naar verluidt een gage ontving die hoger was dan die van Sarah Bernhardt.
Zijn act bestond uit het uitbaten van zijn tamelijk unieke talent, door een buitengewone controle over zijn darmspieren wist hij lucht door zijn anus naar binnen te zuigen en met verschillende toonhoogtes weer uit te blazen, hetgeen hem in staat stelde melodieën te scheten en kaarsen uit te blazen. Tijdens zijn latere optredens bespeelde hij ook aan zijn aars geplaatste blaasinstrumenten. 
De optredens van Le Pétomane waren wereldwijd vermaard; hij trad op voor beroemdheden als de Britse kroonprins Edward, de Belgische koning Leopold II en Sigmund Freud. Ook heeft hij opgetreden aan het Deense hof.
Pujols uitgebreide repertoire omvatte onder meer de Marseillaise, bekende melodieën zoals Au clair de la lune, imitaties van blaasinstrumenten zoals de tuba en hij voerde zelfs interpretaties uit van contemporain nieuws zoals de aardbeving van San Francisco in 1906. Na zijn tijd in de Moulin Rouge stichtte Pujol zijn eigen theater, het 'Théâtre Pompadour dat in een kleine tent op tournee ging en waar naast Pujol ook andere artiesten optraden. Met het uitbreken van de Eerste Wereldoorlog in 1914 beëindigde Pujol zijn theatercarrière en keerde terug in zijn oude metier als bakker. In 1922 begon hij een koekjesfabriek in Toulon.
Pujol overleed op 88-jarige leeftijd en is begraven op het kerkhof van La Valette in de Var, waar zijn graf nog altijd bezichtigd kan worden.

## Verfilmingen
In 1979 maakte de Engelse regisseur Ian MacNaughton de 30 minuten short Le Pétomane  over Pujol, de titelrol werd gespeeld door de acteur Leonard Rossiter
In 1983 verfilmde de Italiaanse regisseur Pasquale Festa Campanile het leven van Joseph Pujol onder de titel Il Petomane, met Ugo Tognazzi in de hoofdrol.
Het personage Maurice in de Catalaanse speelfilm "La teta i la lluna" van Bigas Luna uit 1994 is op Pujol geïnspireerd.

## Weblinks
- Joseph Pujol, the Fartiste, biografie
- Le Petomane, 1979, film van en met Leonard Rossiter (Download)
- Le Petomane: Fin de siècle fartiste, 1998 van Igor Vamos